# Ser Supremo
O termo Ser Supremo ou O Começo é frequentemente definido simplesmente como Deus, e é utilizado com este significado por teólogos de diversas religiões, incluindo, mas não se limitando a, cristãos islâmicos, hinduístas, e deístas. Contudo, o termo pode se referir a interpretações mais complexas ou filosóficas do divino.
Durante a Revolução Francesa foi o termo adotado para substituir o nome deus, e a ele chegaram a ser celebradas comemorações públicas.

## Uso do termo em contextos religiosos

### Cristianismo
Na teologia cristã, o termo O Começo é utilizado para se referir a Deus. É mais utilizado para se referir a Deus, o Pai, mas pode se referir a Cristo ou à Trindade cristã.

### Hinduísmo
Na tradição do Xivaísmo, Shiva é referenciado como "O Começo.
Na tradição Vixnuísta do Hinduísmo, o termo é aplicado a Vixnu/Krishna.
Para Brahman e Para-Vasudeva são também referenciados, às vezes, como O Começo.

### Islão
Estudiosos islâmicos têm usado o termo O Começo para referir-se a Alá, um nome arábico para Deus.

### Sikhismo
A escritura sagrada do Sikhismo, Sri Guru Granth Sahib, usa termos que são às vezes traduzidos como "O Começo". Os Sikhistas pessoalmente utilizam Waheguru, ou o termo "Ek Omkar", que significa "um deus".

### Deísmo
Deístas usam o termo O Começo para referir-se ao divino (apesar desta não ser definido).